# Dragoljub Kostić
Dragoljub Kostić (in serbo Драгољуб Костић?; ...) è un ex calciatore jugoslavo, di ruolo attaccante.

## Palmarès

### Individuale
- Capocannoniere della Prva Liga: 1

1979-1980 (17 gol, a pari merito con Safet Sušić)